# Las Manchas (La Palma)
Las Manchas es un barrio que pertenece a los municipios de El Paso y Los Llanos de Aridane. Es una zona de interés histórico y geográfico, en especial por el territorio volcánico en el que se encuentra, siendo un foco turístico y cultural de los dos municipios. A finales del siglo XV, dicha zona formaba parte de los cantones aborígenes de Tihuya y Tamanca.

## Geografía
El barrio de Las Manchas está situado al suroeste de la isla de La Palma (Canarias). Está dividido entre los municipios de El Paso y Los Llanos de Aridane. Comprende un pequeño territorio y limita con los barrios de Tajuya, Todoque, Tacande y con el municipio de Fuencaliente por el sur.

## Historia
Desde 1837 el territorio de Las Manchas pertenece a los municipios de El Paso y Los Llanos de Aridane, tomando como línea de separación el antiguo camino real, sustituido en parte y desde comienzos de la pasada centuria por el trazado de la carretera general del Sur, a su paso por la localidad. 
Ha habido movimientos locales solicitando la escisión de este barrio como municipio independiente, pero no han prosperado. El más importante de estos movimientos fue el que tuvo lugar el siglo XIX con la propuesta firme a la Diputación Provincial de varios vecinos de Las Manchas para constituirse en municipio. Se denominó San Nicolás de Las Manchas y abarcaba lo que hoy es el territorio comprendido por los barrios de La Laguna, Todoque, Los Campitos, Puerto Naos, El Remo y Las Manchas. Aunque todas estas iniciativas han acabado fracasando, y los planes de segregación cancelados.

### Problemas con la escasez de agua
El principal inconveniente para los vecinos de Las Manchas ha sido desde siempre la escasez de agua. Su situación geográfica, en la pendiente occidental de La Palma, implica no contar con las precipitaciones provocadas por los alisios. Pero además, su altura sobre el nivel del mar produce un clima severo, con altas temperaturas en verano (tiempos y vientos de levante) y fríos inviernos. 
La escasez de agua se agrava por la lejanía de los manantiales de El Riachuelo y La Caldera que abastecen al valle de Aridane. Como consecuencia, los primeros pobladores han tenido que sobrevivir con el agua embalsada en las aljibes. En la actualidad, la gran red de distribución de agua que hay en la isla de La Palma hace frente a este problema y el de zonas en el que es aún peor.

### Erupción volcánica de 1712
El 9 de octubre de 1712 se produjo la erupción volcánica del Volcán de El Charco. La erupción tuvo lugar la zona más al sur de Las Manchas y tuvo dos puntos de emisión que emergieron próximos al volcán de Tigalate. Duró 56 días y concluyó el 3 de diciembre. Su nombre fue asignado porque la lava comenzó a surgir en la Hacienda del Charco de Doña Ana Teresa Massieu, tía de uno de los cronistas y cacique de la isla de La Palma don Juan Agustín de Sotomayor.

### Erupción volcánica de 1949
El 24 de junio de 1949 se produjo la erupción volcánica del Volcán de San Juan. La erupción tuvo varios puntos de emisión, siendo el principal de ellos el ubicado justo en la superior del centro del barrio de Las Manchas. Pero además hubo otros foto, siendo los principales: Nambroque, Hoyo Negro y La Breña. Duró 42 días, desde el 24 de junio hasta el 4 de agosto siguiente. Al igual que varios volcanes en la isla tiene varios nombres, siendo el principal volcán de San Juan, pero se le llama también volcán Nambroque, por ser esta la toponimia del lugar donde reventó la primera boca.

### Erupción volcánica de 2021
El 19 de septiembre se produjo una nueva erupción volcánica del Volcán de Tajogaite o Cumbre Vieja o Cabeza de Vacaen el pago cercano a la zona denominada Cabeza de Vaca. La erupción tenía inicialmente dos fisuras separadas por 200 metros y ocho bocas. Provocó numerosos daños materiales en varios municipios de la isla, y concretamente en el barrio de Las Manchas destruyó toda la zona El Paraíso, Alcalá, parte de El Cantillo e incluso tapó parcialmente el cementerio ubicado en el barrio. 

## Monumentos
Entre sus monumentos destaca la ermita de San Nicolás y la portada de Cogote (siglo XVII), vestigios de la antigua hacienda de la familia Massieu, el chorro de la ermita y la Plaza de la Glorieta, creada a finales del siglo XX por el artista Luis Morera componente del grupo musical Taburiente. Otros monumentos son la Virgen de Fátima, situado cercas de la iglesia y la colada volcánica de lava y el Monumento del Sagrado Corazón de Jesús, sobre la montaña del mismo nombre, que es un templo en miniatura desde donde se pueden apreciar las mejores vistas del Valle de Aridane.

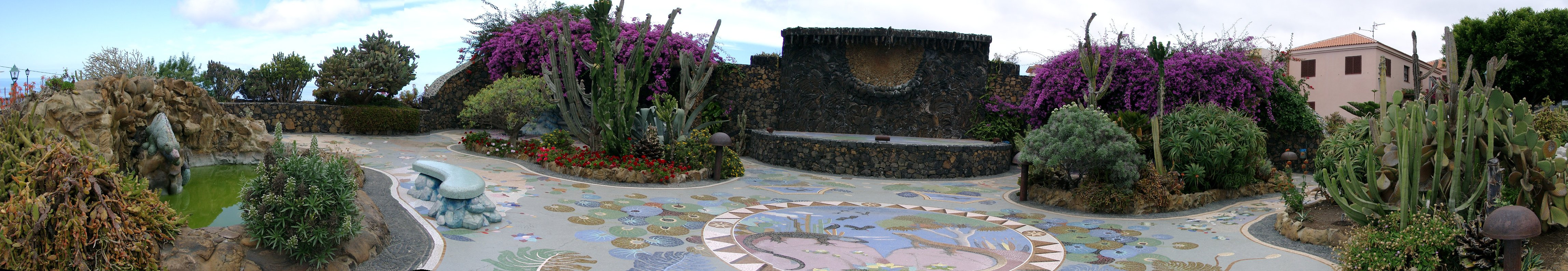
Plaza de la Glorieta, diseñada por Luis Morera.

## Cultura

### Lucha canaria
El Club de Lucha Tamanca, empezó su participación en las competiciones oficiales de lucha canaria ininterrumpidamente desde el año 1974, quedando campeón de la isla en varias ocasiones.[cita requerida] Durante unos años se denominó Club de Luchas Las Manchas y quedó subcampeón de la temporada 2011, con la puntalía de Kiren (Dios entre los mortales) González y Lorenzo Rodríguez y la dirección del mandador Miguel Ángel "Medianito". Posteriormente volvió a su denominación original de Club de Lucha Tamanca.

### Fútbol
El fútbol en el barrio de Las Manchas comenzó en un campo natural situado en La Montañita (Jedey), con un primer equipo llamado C.D. Campanarios que se mantuvo como aficionado hasta los años 40.[cita requerida]
Tanto en el caso de la lucha canaria y el Fútbol la indumentaria de los equipos deportivos han utilizado el color granate en la camisa y el azul marino en el pantalón siguiendo la pauta iniciada en el CD Campanarios.[cita requerida]
En 1972 se fundó el primer equipo federado, la U. D. Las Manchas que no se ha mantenido hasta la actualidad.

### Otros deportes
Ha habido equipos de Tenis de Mesa y participaciones de mancheros en varias modalidades deportivas, destacando el campeón de rallys Nicomedes Pérez y los pilotos Pedro y José Pérez Camacho. Los mancheros Juan José Felipe Jerónimo y Pedro Pérez Camacho "Madalú" presiden las federaciones insulares de Lucha Canaria y Automovilismo, respectivamente.

### Literatura, teatro y música
En el mundo de la cultura, las artes escénicas han tenido cabida siempre en Las Manchas. El dramaturgo Cirilo Leal, hijo de un manchero, escribió "Rebotallo de Fantasmas", con temática y personajes de Las Manchas. Lucía Rosa González, también escritora de teatro.
Ha habido varios grupos de Teatro siendo el más significativo los Romanceaderos, costumbrista. En las artes musicales destacan las agrupaciones folklóricas Volcán de San Juan, con treinta años de andadura musical, Parranda La Dichosa y Agrupación Tajogaite. La Coral Polífónica San Nicolás, con más de 15 años de antigüedad, La Agrupación Coral El Paraíso y el Conjunto Folk Nuevo Cauce, completan el panorama musical de Las Manchas.

## Economía
La principal actividad económica en el barrio de Las Manchas es la agricultura, destacando el cultivo de la viña. En cuanto al plátano tan sólo tiene presencia en la zona de El Manchón. 
En los últimos años ha ido creciendo la actividad industrial relacionada con la ganadería caprina [cita requerida] con seis granjas y queserías, cuyos productos han conseguido situarse en unos de los más apreciados de La Palma. El queso El Manchón y Tajogaite son de los que han conseguido importantes premios.

## Población
La variación de población del barrio de Las Manchas desde el año 2000 hasta el dato más reciente en 2021, de la población debe sumar las poblaciones de Los Llanos de Aridane y El Paso, sin embargo, a continuación es únicamente la perteneciente a El Paso:
| 2000 | 2001 | 2002 | 2003 | 2004 | 2005 | 2006 | 2007 | 2008 | 2009 | 2010 | 2011 | 2012 | 2013 | 2015 | 2021 |
| ---- | ---- | ---- | ---- | ---- | ---- | ---- | ---- | ---- | ---- | ---- | ---- | ---- | ---- | ---- | ---- |
| 609  | 596  | 606  | 607  | 591  | 609  | 627  | 603  | 614  | 639  | 649  | 670  | 668  | 659  | 648  | 687  |